# South Midway Island
South Midway Island – niezamieszkana wyspa należąca do Archipelagu Arktycznego, znajdująca się w regionie Kivalliq, Nunavut, Kanada. Bliźniacza wyspa North Midway jest oddalona o około 200 metrów na północ. Wyspy te położone są w zatoce Chesterfield Inlet.